# Gerach (Bawaria)
Gerach – miejscowość i gmina w Niemczech, w kraju związkowym Bawaria, w rejencji Górna Frankonia, w regionie Oberfranken-West, w powiecie Bamberg, wchodzi w skład wspólnoty administracyjnej Baunach. Leży około 16 km na północ od Bamberga, przy drodze B279.

## Demografia
| Rok  | L. mieszk. | Rok  | L. mieszk. |
| ---- | ---------- | ---- | ---------- |
| 1961 | 796        | 1996 | 1000       |
| 1970 | 905        | 1997 | 1007       |
| 1987 | 927        | 1998 | 998        |
| 1989 | 962        | 1999 | 1019       |
| 1991 | 957        | 2000 | 1018       |
| 1993 | 965        | 2001 | 1014       |
| 1994 | 955        | 2002 | 1000       |
| 1995 | 967        | 2003 | 1010       |